# Garantifonden for skadesforsikringer
Garantifonden for skadesforsikringsselskaber er en fond, der træder til og yder økonomisk støtte til forsikringstagere, hvis deres respektive forsikringsselskab går konkurs.
Garantifonden for skadesforsikringer blev etableret ved lov om Garantifond for skadesforsikringsselskaber i 2003, efter at Plus Forsikring A/S gik konkurs og efterlod forsikringstagere og skadelidte uden forsikringsdækning.
Medlemskab af Garantifonden er obligatorisk for alle direkte tegnende skadesforsikringsselskaber i Danmark og i EU/EØS, der aktivt tegner direkte forsikring i Danmark. Fra den 1. juli 2023 skal alle livsforsikringsselskaber i Danmark og i EU/EØS, der har tilladelse til at drive arbejdsulykkesforsikringsvirksomhed i Danmark, være medlem af Garantifonden.